# Leptacrydium gratiosum
Leptacrydium gratiosum är en insektsart som först beskrevs av Karsch 1893.  Leptacrydium gratiosum ingår i släktet Leptacrydium och familjen torngräshoppor. Inga underarter finns listade i Catalogue of Life.